# Махновка (Казатинский район)
Махно́вка (укр. Ма́хнівка) (с 1935 по 2016 — Комсомольское) — село, находится в Хмельникском районе Винницкой области Украины.
У села протекает река Гнилопять.

## Адрес местного совета
22133, Винницкая обл., Казатинский р-н, с. Махновка, ул. Никольского, 15

## История
Предок магнатов Тышкевичей получил эти земли в 1430 году от князя Свидригайло.
С 1481 по 1583 год поселение разрушалось ордынцами.
В начале XVII века Махновкой владели частью Антоний Потоцкий, частью — князья Радзивиллы. Махновка увеличилась в размерах, возросло число её жителей, и в ней построили каменный замок и костёл бернардинцев.
Во время освободительной войны 1648—1657 годов под Махновкой в 1648 году произошло сражение, в ходе которого повстанцы-казаки одержали победу над польскими войсками.
После Андрусовского мира Махновка отошла к Польше. В 1767 году Пётр Потоцкий делает её своей резиденцией, строит дворец, кирпичные здания, костёл.
Антоний Протасий (граф Прот) Потоцкий основал в Махновке «большие суконные фабрики, фабрики одеял, шляп, чулок, лент, мебели и пр., завел типографию, а для многочисленного рабочего люда устроил на свой счет аптеку, больницу и пивоваренный завод. На частые ярмарки в Махновку съезжалась самая разноплеменная толпа торговцев; по словам историка, на ее рынках говорили на всех языках и называли ее „малой Варшавой“ и „каменной Махновкой“, так как граф Прот застроил её каменными зданиями. Помимо занятий торговыми предприятиями и фабричными производствами, граф Потоцкий усовершенствовал в своих имениях различные отрасли сельского хозяйства и собственным примером способствовал поднятию сельскохозяйственной промышленности во всем крае. На обширных степях своих имений, между Махновкой и Самгородком, он поселил голландских колонистов, завел там великолепный крупный рогатый скот, испанских овец и пр.» В Махновке граф Прот провел последние годы жизни.
По итогам второго раздела Польши (1793 г) Махновка в статусе уездного города вошла в состав Брацлавской губернии (с 1795-го — Киевской). Ей был присвоен герб «МАХНОВКА. По состоянию тамо разных иждивением помещика заведенных фабрик и рукоделий, коих произведения суть лучшие во всем тамошнем краю и оными место сие отличается, то в изъявление сего изображены в зеленом поле крестообразно положенные серебром означенные вещи к фабрикам принадлежащие, как то: по прямой черте бедро, и косвенно челнок и цевка, а по сторонам их в золотые тюки» Источник: журнал «Наука и жизнь» 1, 1996.
В 1793 году основана типография. В 1820-х годах открыто дворянское уездное училище. В эти же годы в Махновке находилась штаб-квартира 18-й пехотной дивизии (командир генерал-лейтенант князь А. В. Сибирский)
В 1846 году был упразднён Махновский уезд (вместо него создан Бердичевский), Махновка лишилась статуса города и стала волостным центром Махновской волости Бердичевского уезда Киевской губернии и постепенно пришла в упадок, поскольку железная дорога прошла в стороне от неё.
В 1885 году в Махновке проживало 955 человек, насчитывалось 152 дворовых хозяйства, существовали 2 православные церкви (Рождество-Богородицкая и Георгиевская), католические костел и часовня, синагога, 4 еврейских молитвенных дома, школа, почтовая станция, 2 постоялых дворов, 2 постоялых дома, 81 лавка, работавший по вторникам базар, водяная и ветряная мельницы, экипажный завод. По переписи 1897 года количество жителей составило уже 5343 человека (2577 мужского и 2766 — женского пола), из которых 2149 — православных, 2435 — иудеев, 759 — римско-католиков. По переписи 1897 года в селе было 5343 жителей (из них 2435 евреев — около 45 %).
Рабби Иосиф Меир Тверский, происходящий из династии сквирских ребе, основал в Махновке собственную ветвь хасидизма. Его сын, Авраам Йегошуа Гешель Тверский, известный как «махновкер», или «махновский ребе», на протяжении десятилетий возглавлял общину «махновских хасидов» сначала в Черкизово в Москве, куда переселились многие его последователи, а с 1965 года — в Бней-Браке в Израиле, где эта община существует по сей день.
В окрестностях Махновки шли бои в апреле 1920 года во время советско-польского военного конфликта.
По административно-территориальной реформе 1923 года село стало центром Махновского района. В 1935 году название села было изменено на Комсомольское (с соответствующим переименованием района).
После начала Великой Отечественной войны 14 июля 1941 года село было оккупировано немецко-фашистскими войсками, 9 сентября было казнено еврейское население.
Село было освобождено от оккупантов в ходе Днепровско-Карпатской операции (24 декабря 1943 — 17 апреля 1944).
В 1962 году районы были укрупнены и Комсомольский район ликвидирован.
Население по переписи 2001 года составляло 3 467 человек.
12 мая 2016 года Комсомольскому было возвращено название Махновка.

## Международные связи
По инициативе руководителя села Н. Г. Бортняка были установлены дружеские отношения с селом Старо Място (Конинский повят, Польша) и городом Миттенвальде (Германия)

## Религия
В селе действует храм Рождества Пресвятой Богородицы Казатинского благочиния Винницкой епархии Украинской православной церкви.

## Известные жители

### Родились
- Иеросхимонах Феофил (Феофил Киевский, в миру Фома Андреевич Горенковский; 1788—1853) — киевский святой, иеросхимонах Киево-Печерской лавры, подвижник XIX века, преподобный, юродивый.
- Антонович, Владимир Бонифатьевич (1834—1908) — украинский историк, археолог, этнограф, один из основателей украинской историографии, член-корреспондент Петербургской Академии наук (с 1901 года), глава киевской школы украинских историков.
- Войцеховский, Владимир Мечиславович (род. 1941) — советский и украинский спортсмен и тренер.
- Галайко, Пётр Семёнович (1901—19??) — советский военачальник, гвардии полковник.
- Кулак, Василий Григорьевич (род. 1947) — советский и украинский тренер, Заслуженный тренер Украины (1993).
- Слободянский, Михаил Григорьевич (1912—1988) — советский учёный в области математики и механики, доктор физико-математических наук, профессор, Заслуженный деятель науки и техники РСФСР.
- Тверский, Авраам Йегошуа Гешель (1895—1987) — хасидский ребе, глава «махновского» направления в хасидизме.

### Похоронены
- Томаш (Тимко) Падура (1801—1871) — украинско-польский поэт, композитор, один из представителей украинской школы польского романтизма.